# Ordre de bataille lors de la bataille de Minorque (1756)

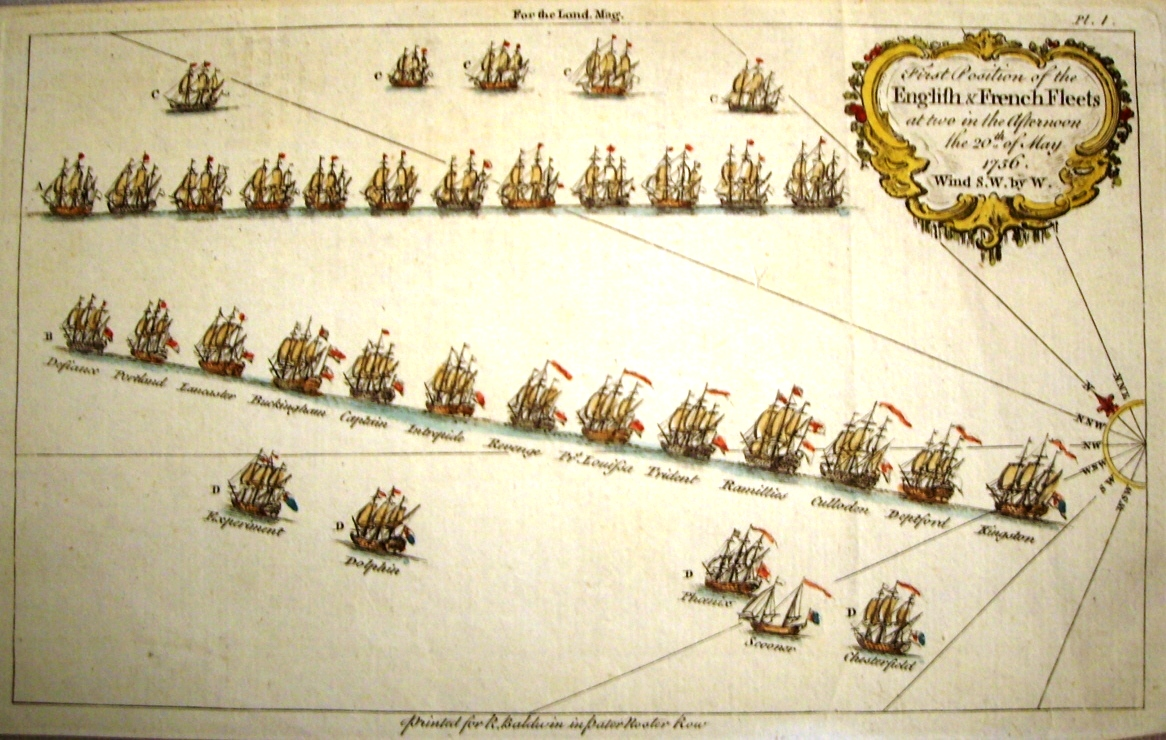
Illustration anglaise d'époque mettant en scène les deux lignes de bataille.

Ce qui suit est l'ordre de bataille des forces militaires en présence lors de la bataille de Minorque (1756), qui eut lieu le 20 mai 1756 pendant la guerre de Sept Ans.

## Forces du royaume de France
Royaume de France sous commandement du lieutenant général le marquis de La Galissonière
12 navires de ligne
1. Orphée - 64 canons, bailli de Raimondis d’Eoux
2. Hippopotame - 50 canons, Rochemore la Devèze
3. Redoutable - 74 canons, commandeur de Glandevès, chef d’escadre
4. Sage - 64 canons, Durevest
5. Guerrier - 74 canons, Villars de la Brosse
6. Fier - 50 canons, D’Herville
7. Foudroyant - 80 canons (deux-ponts, navire amiral), marquis de La Galissonière, lieutenant général ;
8. Téméraire - 74 canons, Beaumont-Lemaître
9. Content - 64 canons, Sabran-Grammont
10. Lion - 64 canons, marquis de Saint-Aignan
11. Couronne - 74 canons, La Clue-Sabran, chef d’escadre
12. Triton - 64 canons, Mercier

Soit un total de 796 canons.
5 frégates
1. Junon (en) - 42 canons
2. Rose - 30 canons
3. Gracieuse - 24 canons
4. Topaze - 24 canons
5. Nymphe - 20 canons

Soit 140 canons, mais les frégates ne combattent normalement pas.

## Forces du royaume de Grande-Bretagne
Royaume de Grande-Bretagne sous commandement de l’amiral John Byng
13 navires de ligne
1. HMS Defiance - 60 canons
2. HMS Portland - 50 canons
3. HMS Lancaster - 66 canons
4. HMS Buckingham (en) - 68-70 canons
5. HMS Captain (en) - 64 canons
6. HMS Intrepid - 64 canons
7. HMS Revenge - 64 canons
8. HMS Princess Louisa (en) - 60 canons
9. HMS Trident - 64 canons
10. HMS Ramillies - 90 canons, John Byng (trois-ponts, vaisseau amiral)
11. HMS Culloden - 74 canons
12. HMS Kingston - 60 canons
13. HMS Deptford (en) - 48-50 canons

Soit 832-836 canons au total.
4 frégates et 1 corvette
1. HMS Chesterfield - 44 canons
2. HMS Phoenix - 24 canons
3. HMS Experiment - 24 canons
4. HMS Dolphin - 24 canons
5. HMS Fortune - 14 canons (corvette)

Soit 130 canons.